# Старий Кеновай
Старий Кенова́й (рос. Старый Кеновай) — присілок в Красногорському районі Удмуртії, Росія.

## Населення
Населення — 20 осіб (2010; 66 в 2002).
Національний склад станом на 2002 рік:
- удмурти — 94 %